# Natalja Vitrenko
Natalja Mikhailivna Vitrenko (ukrainska: Наталія Михáйлівна Вітренко), född den 28 december 1951 i Kiev, Ukrainska SSR, Sovjetunionen, är en ukrainsk ekonom och politiker, sedan 1996 partiledare för det populistiska Ukrainska socialistiska framstegspartiet.
Hon kandiderade i presidentvalet 1999 och hade ett väljarstöd på mer än 30 procent i opinionsundersökningarna när hon utsattes för ett mordförsök och valkampanjen kom av sig. Hon kandiderade även till presidentposten 2004. Från 2012 är hon parlamentsledamot.